# 阿尔万德联合行动
阿尔万德联合行动（波斯語：‎，其波斯语缩写为‎）是伊朗帝国军在1969年4月策划的一次武力展示行动，以抗议伊拉克宣称对阿拉伯河/阿尔万德河的主权，并威胁阻止所有未悬挂伊拉克国旗的船只通行。
1969年4月22日，伊朗商船“Ebn-e-Sina号”载有钢梁，悬挂伊朗帝国国旗，在全副武装的伊朗皇家海军舰艇和喷气式战斗机的护送下，穿过河流进入波斯湾，航程80英里，耗时约6个小时。然而，伊拉克军队并未做出回应。
之后，两国均在河岸沿线加强了陆军力量，部署了火炮、坦克和防空武器。伊朗军队驻扎在霍拉姆沙赫尔和阿巴丹附近，伊拉克驻巴士拉的军队处于戒备状态。三天后，伊朗货轮“阿里亚·法尔号”在四艘炮艇的护送下穿越该河，没有遇到任何干扰。
最终，伊拉克驱逐了数以千计的伊朗居民和朝圣者，禁止进口伊朗商品，并开始支持胡泽斯坦省和俾路支省的分离主义分子。